# El Charco (ort i Colombia, Nariño, lat 2,48, long -78,11)
El Charco är en ort i Colombia.   Den ligger i departementet Nariño, i den västra delen av landet, 500 km sydväst om huvudstaden Bogotá. El Charco ligger 6 meter över havet och antalet invånare är 28 673.
Terrängen runt El Charco är mycket platt. Runt El Charco är det glesbefolkat, med 14 invånare per kvadratkilometer. El Charco är det största samhället i trakten. I omgivningarna runt El Charco växer i huvudsak städsegrön lövskog.